# Тоті Хірокі
Тоті Хірокі (яп. 東地 宏樹, Tōchi Hiroki, нар. 26 травня 1966, Токіо) — відомий японський актор сейю.

## Біографія
Працює в озвученні таких жанрів, як: комедія, аніме, мультфільм. Усього озвучив більш ніж 34 роботи, з 2002-го по 2014-й рік.

## Ролі

### Аніме-фільми
- Kara no Kyōkai (другий та сьомий фільми)

### Аніме-серіали
- Trinity Blood
- Гуррен-Лаганн
- Angel Beats!
- Kuroshitsuji
- Грей-мен
- Psychic Detective Yakumo